# Peking Daxing internationella flygplats

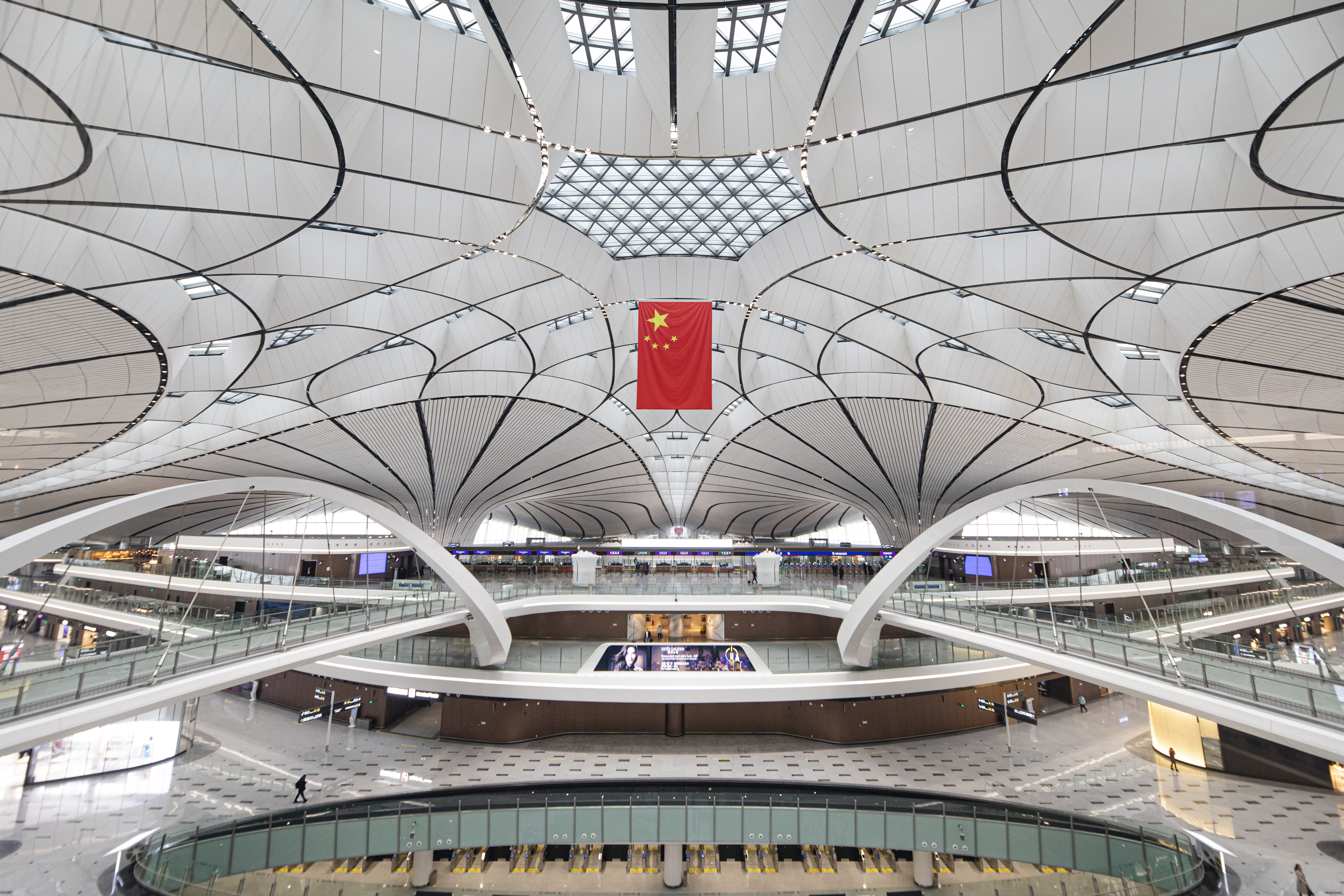
Interiör på Peking Daxing internationella flygplats.

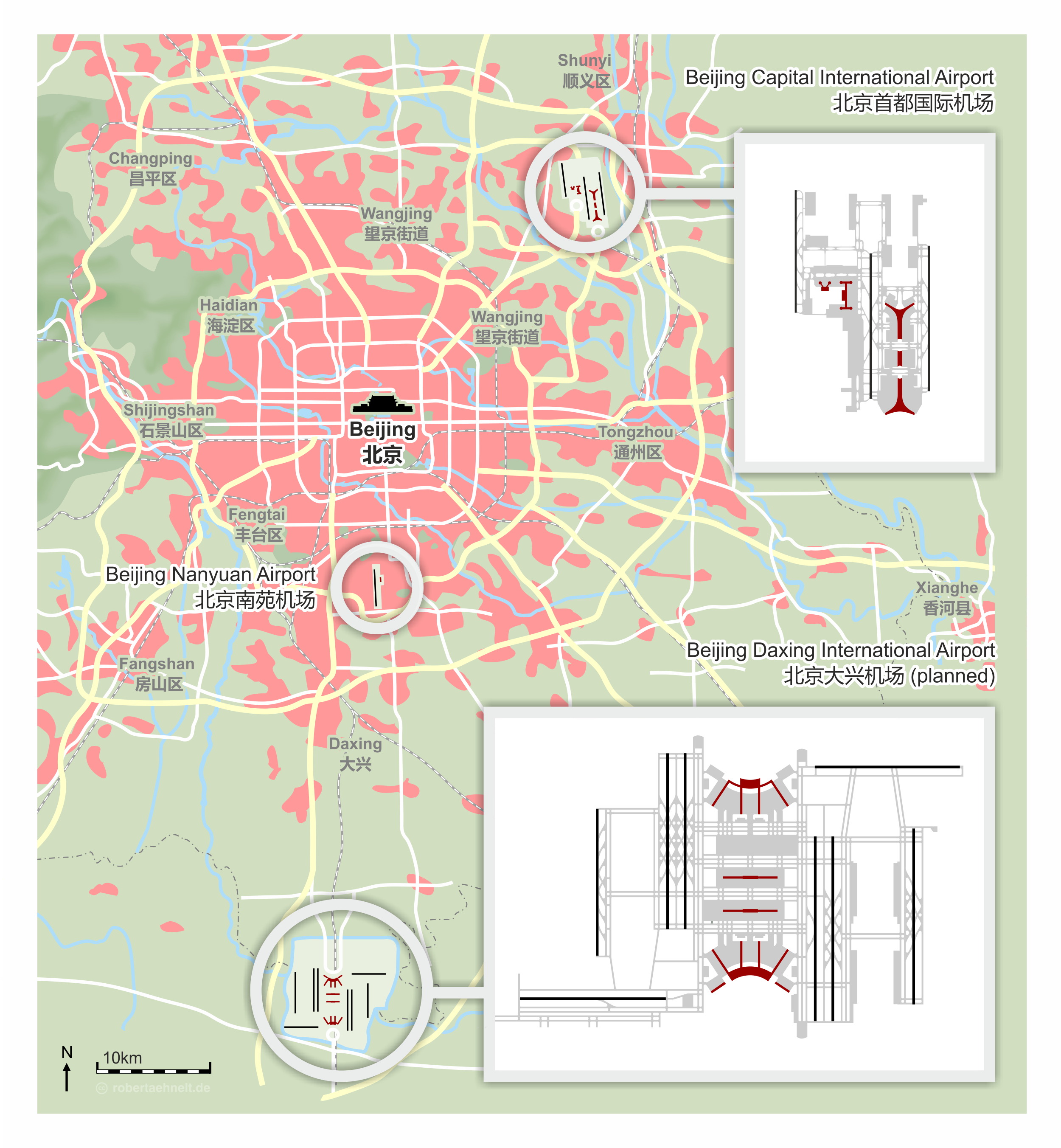
Karta över Pekings internationella flygplatser.

Peking Daxing internationella flygplats (北京大兴国际机场; Běijīng Dàxīng guójìjīchǎng) (IATA: PKX, ICAO: ZBAD) är en av två huvudsakliga internationella flygplatser som betjänar Peking i Kina, tillsammans med Pekings internationella flygplats. Flygplatsen ligger 46 km söder om centrala Peking på gränsen mellan distriktet Daxing i Peking och Langfang i Hebei.
Uppförandet av flygplatsen startades i slutet av 2014, och öppnades 26 september 2019. Flygplatsen, som har fyra start och landningsbanor har en årlig maxkapacitet på 620 000 flygplan  och 72 miljoner passagerare. Terminalbyggnaden upptar 313 000 m² med en terminalyta på 700 000 m² vilket gör den till världens största enskilda terminalbyggnad.  Byggnaden består av ett centrumparti med fem armar som är tänkta att efterlikna en Fågel Fenix som sträcker ut fem vingar. Formen har gett byggnaden smeknamnet "sjöstjärnan" i kinesisk press. Den geometriska utformningen av terminalbyggnaden ger ett maximalt gångavstånd på 600 m för passagerarna från terminalens centrum. Terminalbyggnaden har 78 utgångar (engelska "gate") fördelade längs 5 km.
Flygplatsen är byggd för att avlasta Pekings internationella flygplats och betjänar Peking och storstadszonen Xiong'an, som är placerad i centrum av den triangel som bildas mellan Peking, Tianjin och Shijiazhuang. Flygplatsen upptar 4 700 hektar land på gränsen mellan Pekings storstadsområde och Hebeiprovinsen. Den planerade kostnaden för uppförandet var 80 miljarder CNY. Flygplatsen är sammankopplad med Peking genom bland annat Daxing Airport Express som är en del i Pekings tunnelbana.
I september 2021 trafikerades Peking Daxing internationella flygplats av 33 flygbolag med 171 destinationer.
Det finns också en militär flygplats (Beijing Nanjiao Airport) precis väst om flygplatsen.